# August Friedrich Pott
August Friedrich Pott, född den 14 november 1802 i Nettelrede (Niedersachsen), död den 5 juli 1887 i Halle, var en tysk språkforskare, far till medicinaren Hermann Richard Pott.

## Biografi
Pott studerade i Göttingen och utnämndes 1833 till professor i allmän språkvetenskap vid universitetet i Halle. Han inlade de största förtjänster om den jämförande språkvetenskapen, särskilt som grundläggare av den vetenskapliga etymologin. Potts huvudarbete är Etymologische Forschungen auf dem Gebiete der indogermnanischen Sprachen mit besonderem Bezug auf die Lautumwandlung (1830-36; ny upplaga i 6 band 1859-76). Han utmärkte sig lika mycket för sin genialiska kombinationsförmåga som för nykter kritik. I Erschs och Grubers realencyklopedi gav han den första sammanfattande framställningen av den indoeuropeiska språkstammen. I ett par avhandlingar behandlade Pott de baltiska språken (1837 och 1841) samt i ett stort arbete, av Franska institutet belönat med Volneyska priset, Die Zigeuner in Europa und Asien (1844-45). 
Pott utgav även flera viktiga skrifter av mera omfattande innehåll: Die quinare und vigesimale Zählmethode bei Völkern aller Welttheile (1847), Die Personennamen, insbesondere die Familiennamen (1853; 2:a upplagan 1859), Die Ungleichheit menschlicher Rassen vom Sprachwissenschaftlichen Standpunkte (1856), Doppelung (Reduplikation, Gemination) als eins der wichtigsten Bildungsmittel der Sprache (1862), Anti-Kaulen, oder mythische Vorstellungen vom Ursprunge der Völker und Sprachen (1863) samt Die Sprachverschiedenheit in Europa an den Zahlwörtern nachgewiesen (1867). I en mängd tidskriftsuppsatser behandlade Pott många olika språk, särskilt lämnade han bidrag till utredning av bantuspråken. Till en ny, av honom redigerad upplaga av Wilhelm von Humboldts märkliga arbete "Über die Verschiedenheit des menschlichen Sprachbaues" fogade Pott en utförlig inledning: Wilhelm von Humboldt und die Sprachwissenschaft (1876).